# Neoplocaederus cyanipennis
Neoplocaederus cyanipennis là một loài bọ cánh cứng trong họ Cerambycidae.